# 318 Магдалена
318 Магдале́на (318 Magdalena) — астероїд головного поясу, відкритий 24 вересня 1891 року Огюстом Шарлуа у Ніцці.
Тіссеранів параметр щодо Юпітера — 3,164.